# Syntormon myklebusti
Syntormon myklebusti är en tvåvingeart som beskrevs av Harmston och Miller 1966. Syntormon myklebusti ingår i släktet Syntormon och familjen styltflugor.
Artens utbredningsområde är Washington. Inga underarter finns listade i Catalogue of Life.